# GRACQ - Les Cyclistes Quotidiens
De GRACQ is een Belgische belangenvereniging voor fietsers in Waalse en Brusselse gemeenten. De Groupe de recherche et d'action des cyclistes quotidiens (onderzoeks- en actiegroep van dagelijkse fietsers) is een vzw en werd opgericht in 1975 ter promotie van de fiets als dagelijks vervoermiddel.

## Actie
De GRACQ is actief op gemeentelijk, regionaal, federaal en Europees niveau en richt zich tot:
- fietsers om hen op te leiden, te informeren en te motiveren om samen actief de fiets te verdedigen;
- het grote niet-fietsende publiek om hen enerzijds aan te sporen te kiezen voor alternatieve vervoermiddelen waaronder de fiets en anderzijds hen bewust te maken over de gevaren voor fietsers op de openbare weg;
- opiniemakers en politici om hen te overtuigen om meer aandacht te besteden aan de fiets.

## Organisatie
Le GRACQ – Les Cyclistes Quotidiens is vooreerst een ledenorganisatie. Gesteund door meer dan 2000 leden in Brussel en Wallonië kan de GRACQ ook rekenen op een dertigtal lokale groepen die fietstochten organiseren, acties op poten zetten en lobbyen op gemeentelijk vlak.
Sinds 1999 heeft de GRACQ ook een centraal secretariaat met een ploeg vaste medewerkers die de lokale groepen aansturen, de communicatie organiseren, het lidgeld beheren en instaan voor ledendiensten.
In Brussel werkt de GRACQ nauw samen met Fietsersbond, de Nederlandstalige zusterorganisatie.